# Eupoa liaoi
Eupoa liaoi is een spinnensoort in de taxonomische indeling van de springspinnen (Salticidae).
Het dier behoort tot het geslacht Eupoa. De wetenschappelijke naam van de soort werd voor het eerst geldig gepubliceerd in 2006 door Peng & Li.